# 대니 폭스
대니얼 폭스(Daniel Fox, 1986년 5월 29일 ~ )는 스코틀랜드의 축구 선수로, 현재 소속이 없다. 포지션은 수비수이다.